# گوپتا تکنالوجیز
گوپتا تکنالوجیز (انگلیسی: Gupta Technologies) شرکت نرم‌افزار آمریکایی است، که در سال ۱۹۸۴ تأسیس شد.